# Niklas Bäckström
Niklas Oskar Bäckström (* 13. února 1978, Helsinky, Finsko) je bývalý finský hokejový brankář.

## Kariéra
Niklas Bäckström vyhrál s Finskou juniorskou reprezentací Mistrovství světa juniorů v roce 1998 jako druhý brankář. Jeho spoluhráči byli mimo jiné: Olli Jokinen, Niklas Hagman, Mika Noronen, Niko Kapanen, Toni Dahlman, Eero Somervuori a další. Na zimních olympijských hrách v Turíně v roce 2006 byl třetím brankářem národního týmu Finska, ale nenastoupil ani do jednoho zápasu. Ve finské SM-liize hrál za týmy: IFK Helsinky, SaiPa Lappeenranta a Kärpät Oulu. Bäckström dovedl Kärpät Oulu ke dvěma titulům v SM-liize po sobě v letech 2004 a 2005. 1. června 2006 podepsal jednoletý kontrakt s týmem NHL Minnesotou Wild, aniž by byl někdy draftován.
Z počátku sezóny NHL 2006-07 byl náhradním brankářem za jedničkou Mannym Fernandezem. Uprostřed sezóny se Fernandez zranil a Bäckström, se tak stal týmovou jedničkou. Bäckström hrál po zbytek sezóny ve výtečné formě a umístil se na prvním místě v lize mezi brankáři s nejnižším průměrem obdržených branek a nejvyšším % vychytaných střel. Také vychytal společně s Dwaynem Rolosonem nejvíce čistých kont, když jich vychytal 5 v pouhých 36 zápasech.
Po odchodu Fernandeze v roce 2007 se stal Bäckström definitivním prvním brankářem Minnesoty. V sezóně 2007-08 zaznamenal 33 vítězství a s Minneotou se dostali do playoff, ale v prvním kole vypadli po šesti zápasech s Coloradem Avalanche.
Když hrozilo, že by se stal 1. července 2009 volným hráčem bez omezení, tak 3. března 2009 prodloužil smlouvu s Wild o 4 roky na částku 24 000 000 amerických dolarů (asi 480 000 000 Kč). I přesto, že měl Bäckström na kontě 37 vítězství a Wild byli v brance silní, tak se nekvalifikovali do playoff 2009. Po sezóně skončil Bäckström na druhém místě mezi kandidáty na Vezinovu trofej pro nejlepšího brankáře ročníku NHL.
V sezoně 2015/2016 oblékal v NHL dres Calgary Flames kde si ovšem připsal jen 4 zápasy. Další dva roky poté strávil ve finské liize v barvách HIFK. Další rok přestoupil do týmu Tappara kde plnil roli brankářské dvojky. Na konci této sezony ve svých 41 letech ukončil hráčskou kariéru.
V současné době je trenérem brankářů Colombusu Blue Jackets.

## Ocenění a úspěchy
- 2004 SM-l - All-Star Tým
- 2004 SM-l - Trofej Urpo Ylönena
- 2004 SM-l - Trofej Jariho Kurriho
- 2004 SM-l - Nejlepší brankář v %
- 2005 SM-l - All-Star Tým
- 2005 SM-l - Trofej Urpo Ylönena
- 2005 SM-l - Trofej Jariho Kurriho
- 2006 Liiga - Nejnižším průměr inkasovaných branek
- 2007 NHL - Nejnižším průměr inkasovaných branek
- 2007 NHL - Nejlepší brankář v %
- 2007 NHL - William M. Jennings Trophy
- 2008 MS - Top tří hráčů v týmu
- 2009 NHL - All-Star Game
- 2013 NHL - Nejvíce vychytaných vítězství

## Prvenství
- Debut v NHL - 7. října 2006 (Minnesota Wild proti Nashville Predators)
- První inkasovaný gól v NHL - 7. října 2006 (Minnesota Wild proti Nashville Predators, českým obráncem Markem Židlickým)
- První vychytaná nula v NHL - 24. listopadu 2006 (Minnesota Wild proti Phoenix Coyotes)

## Statistiky

### Základní části
| Sezona         | Tým                | Liga           | Z   | V   | P   | R  | Pvp | MIN    | OG  | ČK | POG  | %ChS |
| -------------- | ------------------ | -------------- | --- | --- | --- | -- | --- | ------ | --- | -- | ---- | ---- |
| 1996–97        | HIFK               | SM-l           | 2   | 0   | 0   | 0  | —   | 30     | 3   | 0  | 6.00 | .824 |
| 1996–97        | Piteå Hockey       | I-Div.         | 8   | —   | —   | —  | —   | 390    | 24  | —  | 3.69 | .875 |
| 1997–98        | Kokkolan Hermes    | I-Div.         | 9   | 4   | 3   | 1  | —   | 468    | 23  | 1  | 2.95 | .912 |
| 1998–99        | HIFK               | SM-l           | 16  | 9   | 5   | 1  | —   | 923    | 26  | 1  | 1.69 | .932 |
| 1999–00        | HIFK               | SM-l           | 4   | 0   | 4   | 0  | —   | 155    | 17  | 0  | 6.58 | .785 |
| 1999–00        | Forssan Palloseura | I-Div.         | 22  | 13  | 8   | 1  | —   | 1322   | 50  | 1  | 2.27 | .928 |
| 2000–01        | SaiPa              | SM-l           | 49  | 22  | 24  | 2  | —   | 2826   | 120 | 2  | 2.55 | .924 |
| 2001–02        | AIK                | SEL            | 40  | —   | —   | —  | —   | 2186   | 111 | 1  | 3.05 | .897 |
| 2002–03        | Kärpät             | SM-l           | 36  | 16  | 8   | 9  | —   | 2136   | 77  | 4  | 2.16 | .929 |
| 2003–04        | Kärpät             | SM-l           | 43  | 24  | 8   | 8  | —   | 2572   | 87  | 7  | 2.03 | .936 |
| 2004–05        | Kärpät             | SM-l           | 47  | 27  | 10  | —  | 10  | 2819   | 102 | 7  | 2.17 | .927 |
| 2005–06        | Kärpät             | SM-l           | 51  | 32  | 9   | —  | 10  | 3078   | 86  | 10 | 1.68 | .940 |
| 2006–07        | Minnesota Wild     | NHL            | 41  | 23  | 8   | —  | 6   | 2227   | 73  | 5  | 1.97 | .929 |
| 2007–08        | Minnesota Wild     | NHL            | 58  | 33  | 13  | —  | 8   | 3409   | 131 | 4  | 2.31 | .920 |
| 2008–09        | Minnesota Wild     | NHL            | 71  | 37  | 24  | —  | 8   | 4088   | 159 | 8  | 2.33 | .923 |
| 2009–10        | Minnesota Wild     | NHL            | 60  | 26  | 23  | —  | 8   | 3489   | 158 | 2  | 2.72 | .903 |
| 2010–11        | Minnesota Wild     | NHL            | 51  | 22  | 23  | —  | 5   | 2978   | 158 | 3  | 2.66 | .916 |
| 2011–12        | Minnesota Wild     | NHL            | 46  | 19  | 18  | —  | 7   | 2590   | 105 | 4  | 2.43 | .919 |
| 2012–13        | Minnesota Wild     | NHL            | 41  | 24  | 15  | —  | 3   | 2368   | 98  | 2  | 2.48 | .909 |
| 2013–14        | Minnesota Wild     | NHL            | 21  | 5   | 11  | —  | 2   | 1094   | 55  | 0  | 3.02 | .899 |
| 2014–15        | Minnesota Wild     | NHL            | 19  | 5   | 7   | —  | 3   | 1005   | 51  | 0  | 3.04 | .887 |
| 2015–16        | Calgary Flames     | NHL            | 4   | 2   | 2   | —  | 0   | 232    | 13  | 0  | 3.35 | .881 |
| 2016–17        | HIFK               | Liiga          | 17  | 8   | 5   | —  | 4   | 382    | 32  | 1  | 1.87 | .923 |
| 2017–18        | HIFK               | Liiga          | 7   | 2   | 2   | —  | 2   | 314    | 13  | 1  | 2.48 | .894 |
| 2018–19        | Tappara            | Liiga          | 15  | 11  | 1   | —  | 2   | 863    | 26  | 2  | 1.73 | .921 |
| Celkem v Liiga | Celkem v Liiga     | Celkem v Liiga | 287 | 151 | 76  | 20 | 28  | 16,098 | 589 | 35 | 2.20 | —    |
| Celkem v NHL   | Celkem v NHL       | Celkem v NHL   | 413 | 196 | 144 | —  | 50  | 23,481 | 975 | 28 | 2.49 | .914 |

### Play-off
| Sezona         | Tým            | Liga           | Z  | V  | P  | MIN  | OG | ČK | POG  | %ChS  |
| -------------- | -------------- | -------------- | -- | -- | -- | ---- | -- | -- | ---- | ----- |
| 1999–00        | FPS            | I-Div.         | 3  | 1  | 2  | 178  | 8  | 0  | 2.69 | .913  |
| 2002–03        | Kärpät         | SM-l           | 15 | 7  | 8  | 990  | 33 | 1  | 2.00 | .939  |
| 2003–04        | Kärpät         | SM-l           | 15 | 9  | 6  | 926  | 36 | 1  | 2.33 | .925  |
| 2004–05        | Kärpät         | SM-l           | 12 | 10 | 2  | 720  | 15 | 3  | 1.25 | .950  |
| 2005–06        | Kärpät         | SM-l           | 4  | 3  | 1  | 195  | 6  | 0  | 1.85 | .897  |
| 2006–07        | Minnesota Wild | NHL            | 5  | 1  | 4  | 297  | 11 | 0  | 2.22 | .924  |
| 2007–08        | Minnesota Wild | NHL            | 6  | 2  | 4  | 361  | 17 | 0  | 2.83 | .900  |
| 2016–17        | HIFK           | Liiga          | 2  | 1  | 1  | 105  | 6  | 0  | 3.42 | .864  |
| 2018–19        | Tappara        | Liiga          | 1  | 0  | 0  | 50   | 0  | 0  | 0.00 | 1.000 |
| Celkem v Liiga | Celkem v Liiga | Celkem v Liiga | 49 | 30 | 18 | 2986 | 96 | 5  | 1.93 | —     |
| Celkem v NHL   | Celkem v NHL   | Celkem v NHL   | 11 | 3  | 8  | 658  | 28 | 0  | 2.55 | .911  |

### Reprezentace
| Rok                       | Tým                       | Soutěž                    | Z  | V | P | R | MIN | OG | ČK | POG  | %ChS |
| ------------------------- | ------------------------- | ------------------------- | -- | - | - | - | --- | -- | -- | ---- | ---- |
| 1998                      | Finsko 20                 | MSJ                       | 2  | 1 | 0 | 1 | 120 | 5  | 1  | 2.50 | .911 |
| 2005                      | Finsko                    | MS                        | 5  | 1 | 1 | 3 | 310 | 12 | 1  | 2.32 | .902 |
| 2006                      | Finsko                    | OH                        | 0  | — | — | — | —   | —  | —  | —    | —    |
| 2006                      | Finsko                    | MS                        | 0  | — | — | — | —   | —  | —  | —    | —    |
| 2008                      | Finsko                    | MS                        | 8  | 6 | 2 | — | 483 | 17 | 1  | 2.11 | .922 |
| 2010                      | Finsko                    | OH                        | 2  | 1 | 0 | — | 110 | 2  | 1  | 1.09 | .952 |
| 2016                      | Finsko                    | MS                        | 0  | — | — | — | —   | —  | —  | —    | —    |
| Seniorská kariéra celkově | Seniorská kariéra celkově | Seniorská kariéra celkově | 15 | 8 | 3 | 3 | 903 | 31 | 3  | 2.06 | .919 |